# Vasalund

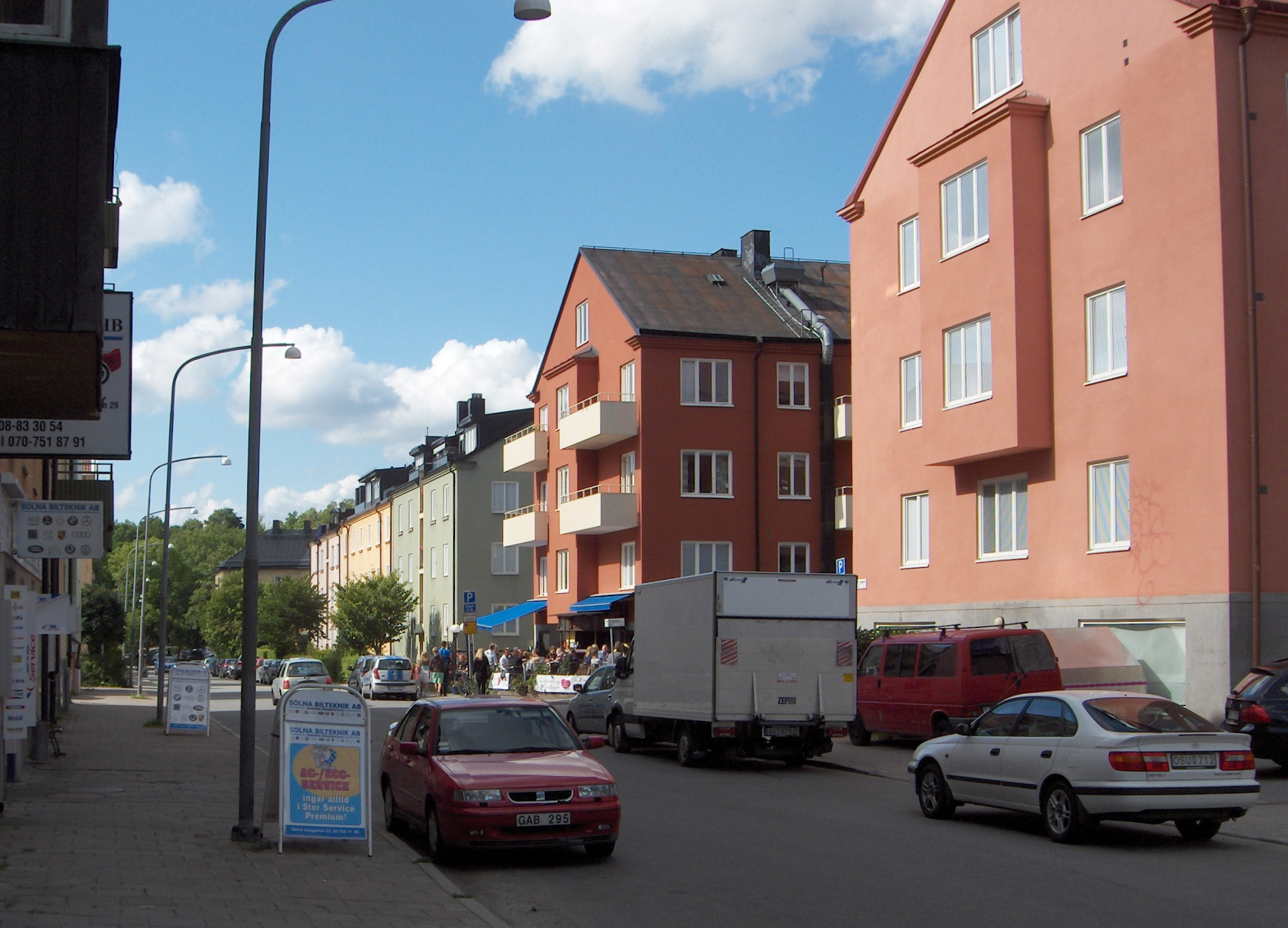
Bostadshus på Södra Långgatan i Vasalund.

Vasalund uttal (fil) är ett informellt område inom stadsdelen Råsunda i Solna kommun. Vasalund ligger mellan Frösundaleden, Råsundavägen och industriområdet Dalvägen. Där ligger bland annat Solnas enda kommunala gymnasieskola, Solna gymnasium samt idrottsanläggningen Vasalundshallen. I området verkar idrottsklubben Vasalunds IF.
I Vasalund finns Södra Långgatan som kallats för Lyckliga gatan i sången "Lyckliga gatan" som sjungs av Anna-Lena Löfgren. Den delen som besjungs är inte delen i Vasalund utan den del som låg i Hagalund.

## Bilder

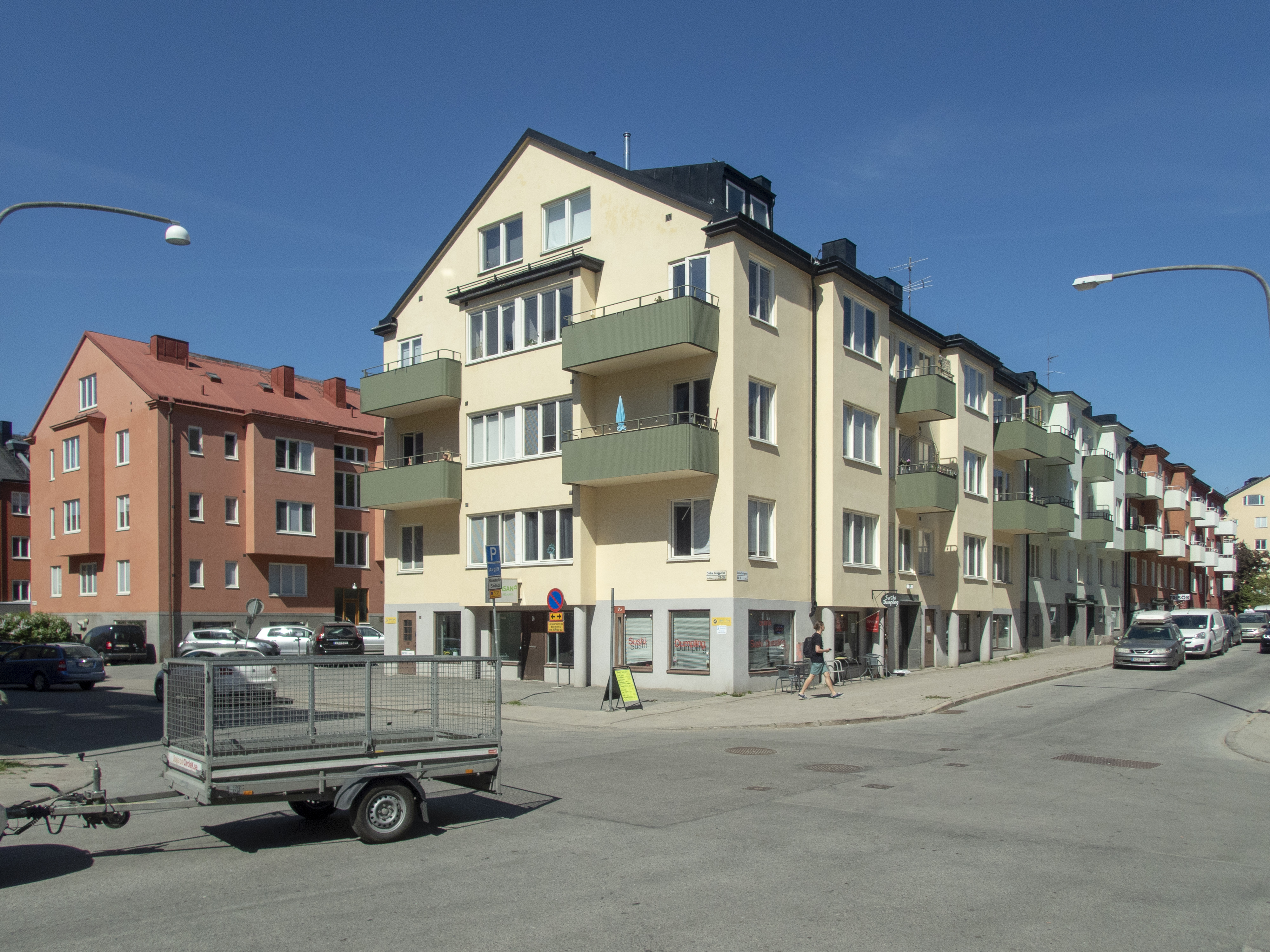
Välten 8, Gustafsvägen 8. Byggt 1938–39, ritat av Axel J. Sjögren.
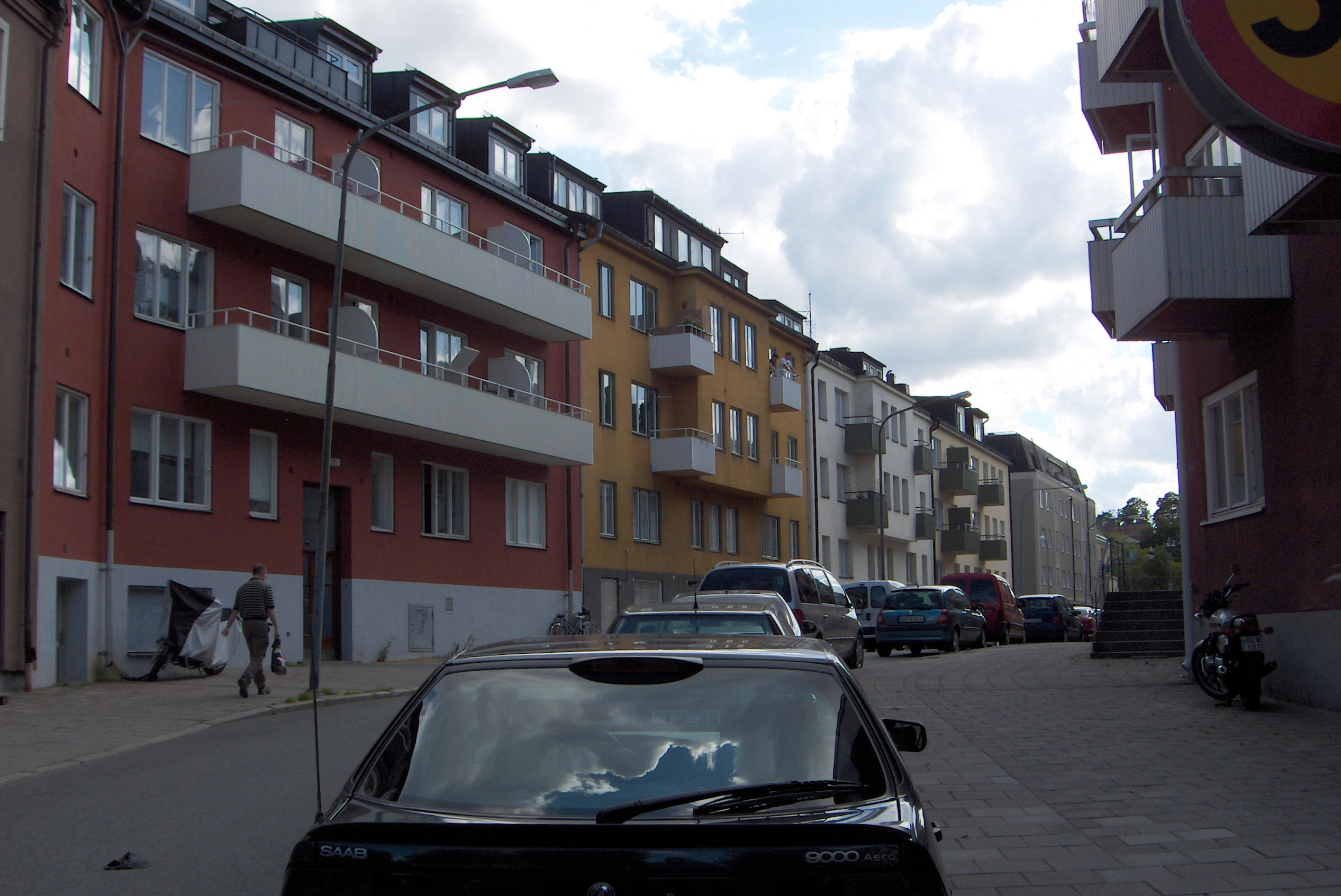
Bostadshus på Gustafsvägen.
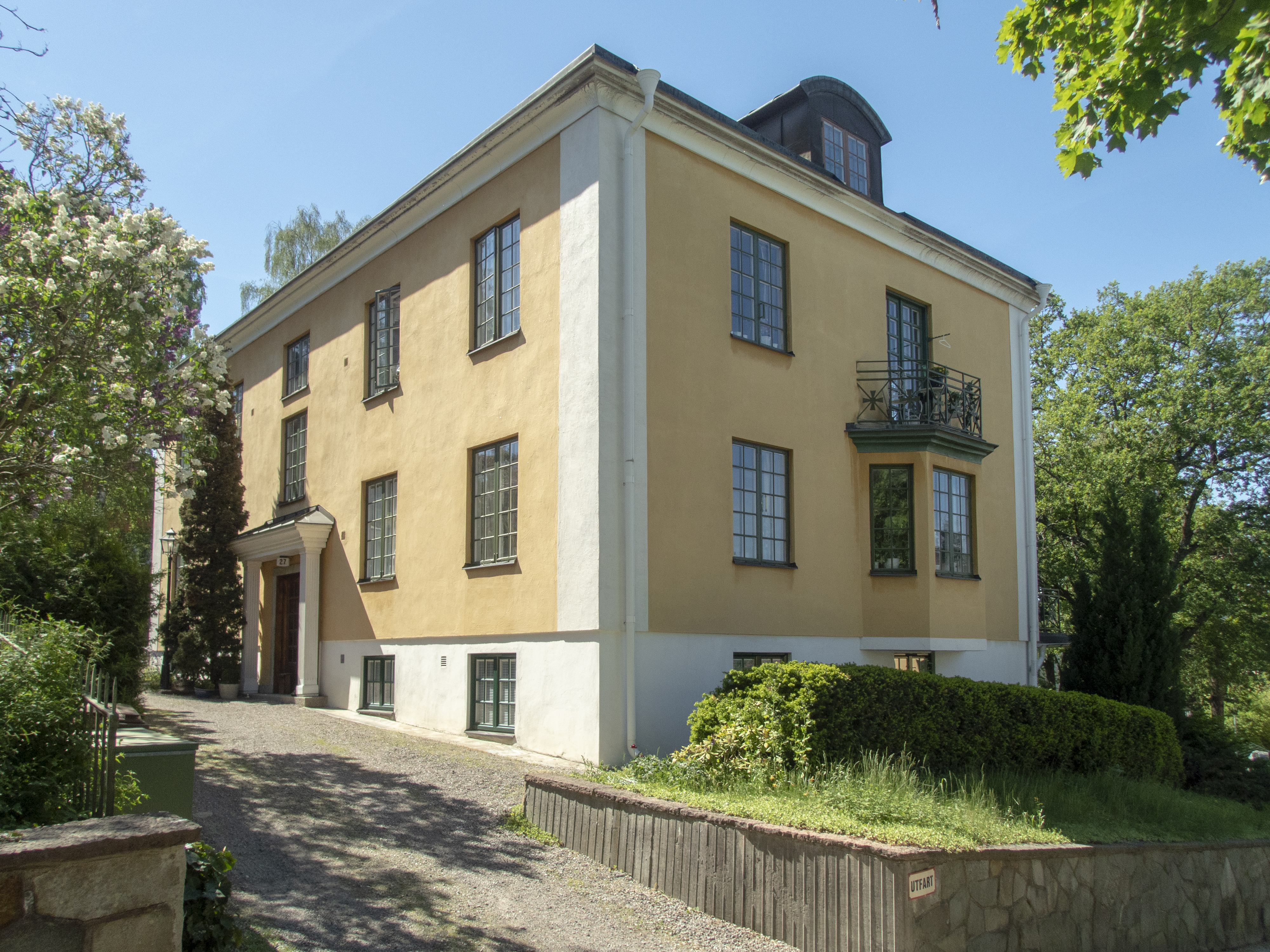
Framnäs 6, Vasavägen 27. Byggt 1931–32 av A Dahlström, ritat av Rolf W Hollander.
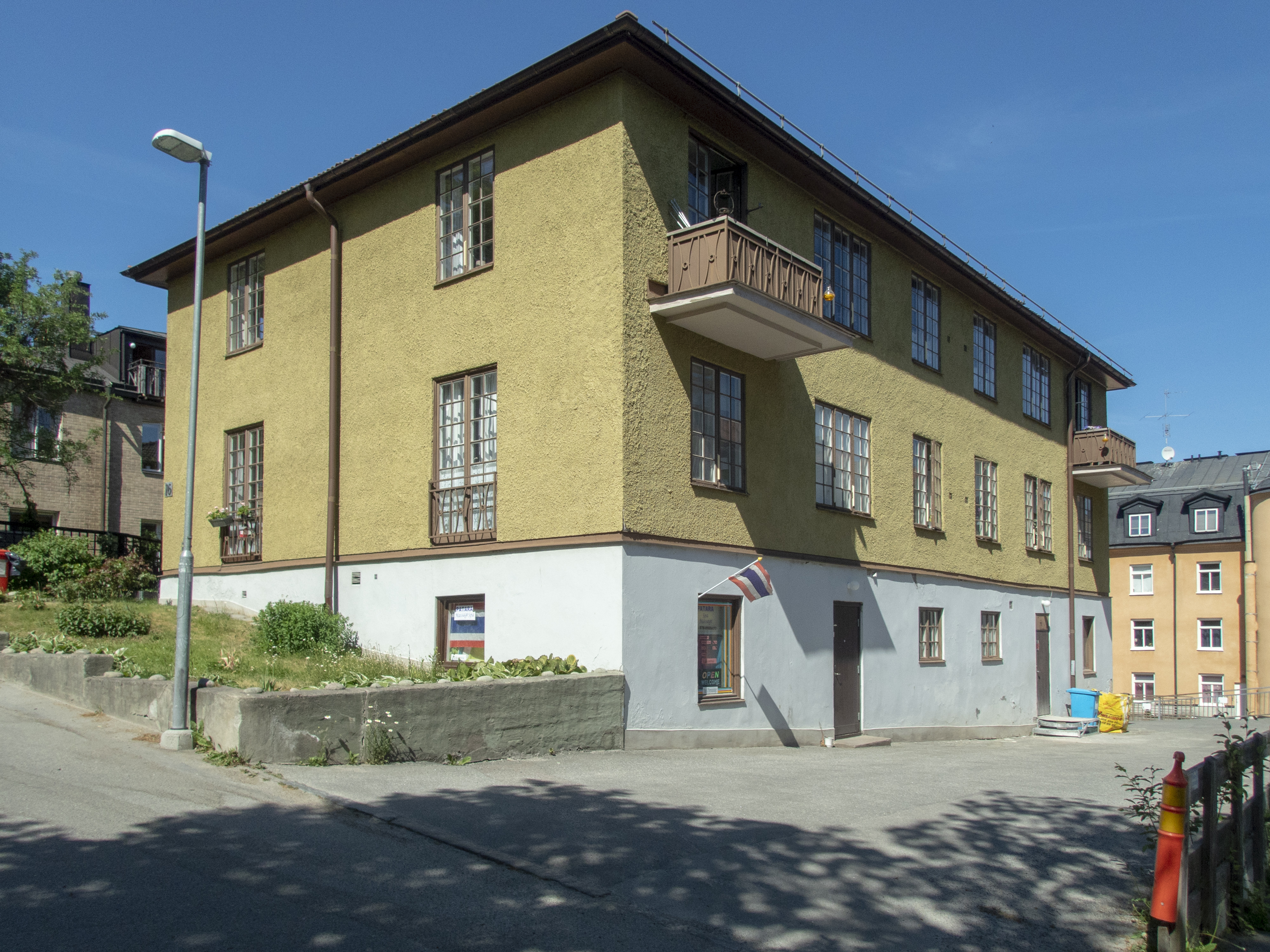
Flustret 9, Vasavägen 16. Byggt år 1932, ritat av Rolf W. Hollander.